# جون براي
جون براي (بالإنجليزية: John Bray)‏ (17 يونيو 1970 - ) هو ملاكم أمريكي.

## روابط خارجية
- جون براي على موقع بوكس ريك (الإنجليزية) (registration required)